# 光榮特庫摩遊戲
光榮特庫摩遊戲是2010年成立的日本電玩遊戲開發公司，為光荣特库摩控股旗下的子公司；在光榮和特库摩合并後開設，用以專營集團中遊戲軟體的開發、行銷和相關書籍的出版業務。

## 制作部品牌

### 澀澤光（KOU SHIBUSAWA）
澀澤光是公司旗下最早創設的品牌，1981年即於個人電腦平台推出首款遊戲《川中島合戰》。自光榮時期即擔綱作為招牌的歷史模擬遊戲系列，包括《信長之野望系列》《三國志系列》《大航海時代系列》《太閤立志傳系列》等。

### Omega Force
Omega Force（ω-Force）是在光榮時期即創立的制作團隊，成立於1996年，總部位於足利市，以开发横跨诸多平台的《无双系列》知名。除了无双外，还製作了《军马》《长剑风暴：百年战争》《致命惯性》《谋略的未来》《三位一体 龙士传说 零》和《讨鬼传》等游戏。

### Team Ninja
Team Ninja源自特库摩于1995年建立的电玩游戏开发組，2009年隨合併進入光荣特库摩集團。原由板垣伴信领导，現由早矢仕洋介指揮。以《生死格鬥系列》与《忍者外传系列》知名。

### Gust
2014年Gust公司解散，併入光榮特庫摩遊戲，成為遊戲制作部門旗下品牌之一，代表作為《鍊金工房系列》。

### Ruby Party
1994年在超級任天堂平台發行了Ruby Party的首作《安琪莉可》，該作為世界上首個女性向恋爱模擬游戏。品牌以女性工作人員為中心構成，负责开發受眾為女性玩家的《安琪莉可系列》《遙遠時空系列》《金色琴弦系列》等，至今所製作的作品群，官方將之統稱為《新羅曼史系列》。

### midas
主要负责开发智慧型手机平台的游戏。

## 外部連結
- 官方網站（页面存档备份，存于）